# Biblioteca Dag Hammarskjöld
A Biblioteca Dag Hammarskjöld é uma biblioteca que faz parte da sede da Organização das Nações Unidas, na cidade de Nova York, conectada aos edifícios da Secretaria e de conferências através de vários corredores. Tem esse nome em homenagem a Dag Hammarskjöld, segundo secretário geral das Nações Unidas e morreu em um acidente de avião em 1961.

## História

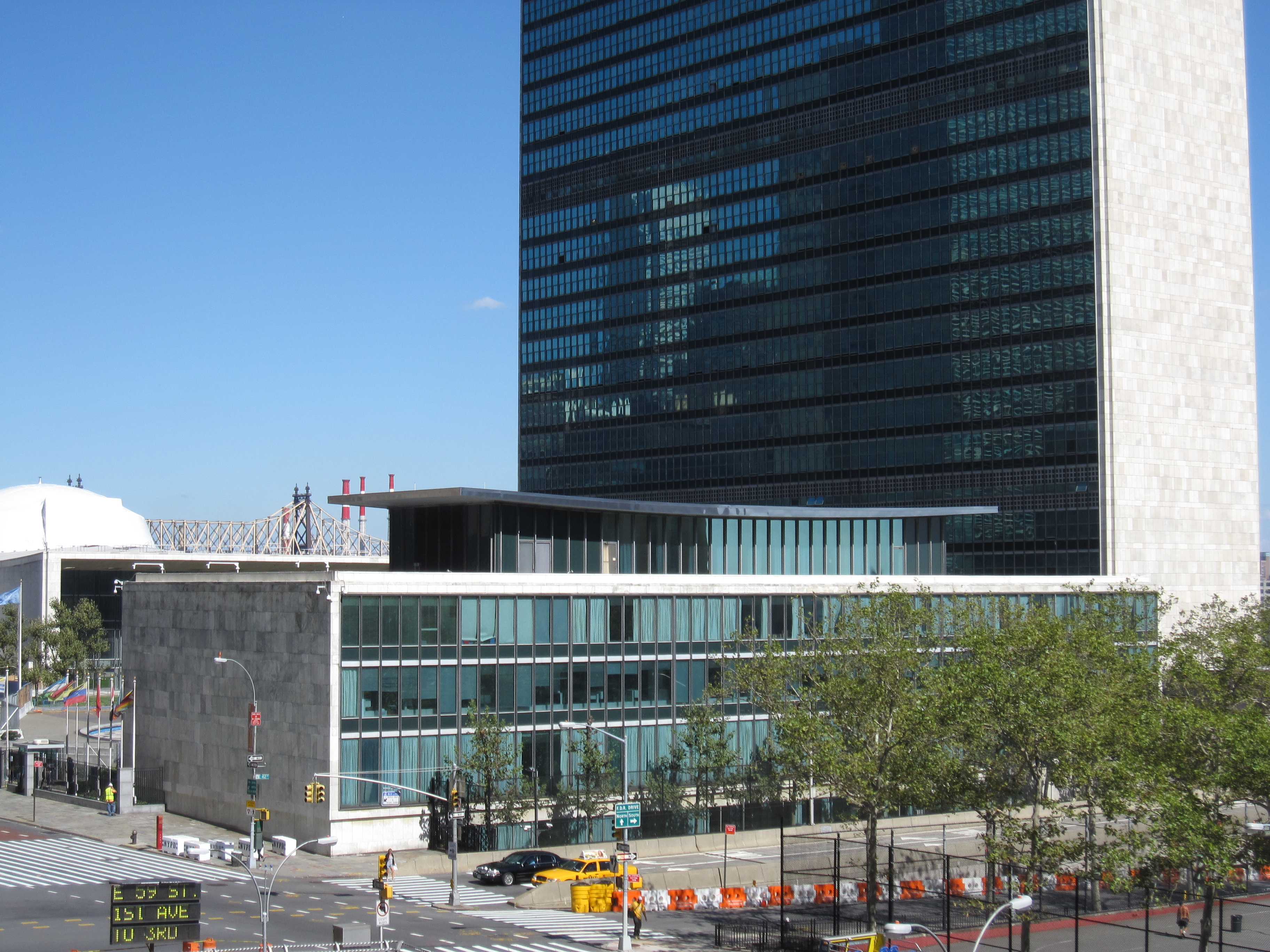
Sede da instituição.

Foi criada em 1946 e em 1959, a Fundação Ford, doou  6,2 milhões de dólares às Nações Unidas para a construção de um novo edifício em Nova York para substituir o espaço insuficiente ocupado pela Biblioteca. Em 16 de novembro de 1961, logo após a morte do secretário-geral Dag Hammarskjöld, o edifício recentemente concluído foi nomeado a Biblioteca Dag Hammarskjöld em homenagem ao seu compromisso de criar um espaço estético e moderno projetado para abrigar a Biblioteca.
Atualmente, a Biblioteca Dag Hammarskjöld homenageia o legado de seu homônimo, apoiando homens e mulheres que trabalham pela paz nas Nações Unidas.

## Acervos
A Biblioteca Dag Hammarskjöld é especializada em dupla. Primeiro, é o principal arquivo de documentos oficiais e publicações geradas pela Organização. Possui também uma coleção de materiais das diferentes agências das Nações Unidas e seus órgãos subsidiários. Por outro lado, a biblioteca abriga livros, periódicos especializados e outras publicações relacionadas à atividade das Nações Unidas. Sua missão é fornecer fontes documentais aos trabalhadores das Nações Unidas, incluindo a Secretaria, delegações dos Estados Membros e outros funcionários da organização para o desempenho normal de suas funções.